# 임상민
임상민은 대한민국의 기업인. 종합식품회사 대상의 부사장이다.